# Trachelopachys singularis
Espèce
Synonymes
- Tetratrachelas singularis Caporiacco, 1955
- Meriola discolorifemur Caporiacco, 1955

Trachelopachys singularis est une espèce d'araignées aranéomorphes de la famille des Trachelidae.

## Distribution
Cette espèce est endémique du Venezuela. Elle se rencontre dans l'État de Sucre et le District Capitale .

## Description
Le mâle décrit par Platnick en 1975 mesure 5,90 mm et la femelle 5,29 mm.

## Publication originale
- Caporiacco, 1955 : Estudios sobre los aracnidos de Venezuela. 2a parte: Araneae. Acta biológica Venezuelica, vol. 1, p. 265-448.